# Абдулкадір Пармак
Абдулкадір Пармак (тур. Abdülkadir Parmak, нар. 28 грудня 1994, Трабзон) — турецький футболіст, півзахисник клубу «Трабзонспор» та національної збірної Туреччини. На умовах оренди грає за клуб «Кайсеріспор».

## Клубна кар'єра
Народився 28 грудня 1994 року в місті Трабзон. Вихованець кількох місцевих юнацьких команд, після яких 2011 року потрапив до академії «Трабзонспора».
2013 року Пармак підписав професіональний контракт з клубом «1461 Трабзон», дочірньою командою «Трабзонспора», відразу після чого був відданий в оренду в клуб «Умранієспор», у складі якого і дебютував на дорослому рівні у Третій лізі, четвертому дивізіоні країни.
2014 року Абдулкадір повернувся до клубу «1461 Трабзон» і провів у складі його команди два сезони, допомігши у першому ж сезоні команді вийти з Другої до Першої ліги. Більшість часу, проведеного у складі «1461 Трабзон», був основним гравцем команди.
15 липня 2016 року він підписав чотирирічний контракт з «Трабзонспором», але продовжив виступи у Першому дивізіоні, провівши по сезону на правах оренди за «Алтинорду» та «Адана Демірспор».
Перед початком сезону 2018/19 Пармак був заявлений за трабзонців і 12 серпня 2018 року 23-річний футболіст дебютував в турецькій Суперлізі, вийшовши на заміну на 71 хвилині замість Юрая Куцки в складі «Трабзонспора» в гостьовому поєдинку проти клубу «Істанбул ББ». 27 січня 2019 року Пармак забив свій перший гол на найвищому рівні, зрівнявши рахунок у гостьовій грі з «Сівасспором». Станом на 4 червня 2020 року відіграв за команду з Трабзона 37 матчів в національному чемпіонаті.

## Виступи за збірну
10 вересня 2019 року дебютував в офіційних матчах у складі національної збірної Туреччини, вийшовши на заміну в кінцівці гостьового поєдинку проти збірної Молдови (4:0), що проходив в рамках відбіркового турніру до чемпіонату Європи 2020 року.

## Титули і досягнення
- Володар Кубка Туреччини (1):

«Трабзонспор»: 2019-20
- Володар Суперкубок Туреччини (1):

«Трабзонспор»: 2020
| Дата      | Місто   | Господарі | Результат | Гості     | Турнір            | Голи | Примітки |
| --------- | ------- | --------- | --------- | --------- | ----------------- | ---- | -------- |
| 10-9-2019 | Кишинів | Молдова   | 0 – 4     | Туреччина | Відбір до ЧЄ 2020 | -    | 87'      |
| Усього    |         | Матчів    | 1         |           | Голів             | 0    |          |